# Ancistrocerus pilosus
Ancistrocerus pilosus är en stekelart som först beskrevs av Henri Saussure 1856.  Ancistrocerus pilosus ingår i släktet murargetingar, och familjen Eumenidae. Utöver nominatformen finns också underarten A. p. ecuadorianus.